# Pivovarna Pelicon
Pivovarna Pelicon d.o.o. je slovensko podjetje, ustanovljeno leta 2013. Sedež ima v Ajdovščini, ukvarja pa se s proizvodnjo piva.
Lastnika enakovrednih deležev sta prokuristka Anita Lozar in direktor Matej Pelicon, ki sta bila gosta oddaje Prava ideja na RTV. Zbiranje zagonskih sredstev na Kickstarterju se jima ni posrečilo.
Leta 2017 je pivovarna proizvedla po 20.000 litrov piva na mesec. Uporablja slovenski hmelj, ječmenov slad pa pride iz tujine. Izdelke prodaja tako v fizični kot spletni trgovini. Njen trg sta Slovenija in Italija.

## Nagrade in priznanja
- Naziv »mladi podjetnik leta 2017« (Zavod Mladi podjetnik)[6]